# Juan de Marcos González
Juan de Marcos González (L'Avana, 1º gennaio 1954) è un musicista cubano, noto soprattutto per il suo contributo nei progetti Afro-Cuban All Stars e Buena Vista Social Club.
Juan de Marcos González, figura centrale nella musica cubana, ha reso un contributo straordinario oltreché fondamentale alla promozione in tutto il mondo della ricchezza, della diversità e della vitalità della musica tradizionale cubana, avvenuta soprattutto grazie alla realizzazione dei due progetti da lui voluti: Afro-Cuban All Stars e Buena Vista Social Club.
Figlio di musicisti (suo padre Marcos González Mauriz tra l'altro ha suonato e cantato col grande Arsenio Rodríguez), è stato all'inizio un grande ammiratore dei gruppi inglesi e americani di musica rock ma ben presto si è convertito alla riscoperta delle proprie radici culturali e, nel 1978, ha fondato il gruppo Sierra Maestra, una band il cui obiettivo era quello di far conoscere la musica tradizionale cubana alla nuova generazione. La band raggiunse un grande successo: pubblicò quattordici album, fece concerti in tutto il mondo e vinse numerosi premi.
Dopo aver constatato il grande successo ottenuto su questo terreno e incoraggiato da Nick Gold, il proprietario della World Circuit, González prese a lavorare per un grande progetto, cioè quello di mettere insieme i più importanti musicisti dell'epoca d'oro del musica cubana. E sfruttando tutti i suoi contatti nel mondo della musica cubana, aiutato soprattutto dalla sua perseveranza, riuscì nel 1996 a creare la Afro-Cuban All Stars, una band di 25 tra i più brillanti musicisti cubani, e con una parte di essi formò il leggendario Buena Vista Social Club.
Tutt'oggi continua a collaborare con loro oltre a dedicarsi alla ricerca di nuovi talenti della musica cubana che promuove grazie alla sua etichetta discografica, DM Ahora.